# Stade national de Chiazi
Le stade National de Chiazi est un stade omnisports, qui se trouve à Cabinda, en Angola.
Inauguré le 30 décembre 2009, il est principalement utilisé pour des matchs de football et accueille des évènements importants du pays comme la CAN 2010. Ce stade possède une capacité de 20 000 places et 204 places VIP.

## Histoire
Le stade est construit par la China Jiangsu International.

## Événements
- Coupe d'Afrique des nations de football 2010